# Guy Kalou
Guy Kalou, de son vrai nom Goulian Emile Guy Kalou Bi, est un acteur, producteur et réalisateur de cinéma ivoirien né en 1975 à Korhogo en Côte d'Ivoire,,.

## Biographie
Originaire de Zuénoula, Guy Kalou est issu d’une famille de huit enfants dont il est le cinquième. Il est né d’un père enseignant et d’une mère éducatrice d'internat. Il grandit dans plusieurs villes de la Côte d’Ivoire dû à plusieurs affectations de son père, ce qui lui permet de connaitre plusieurs cultures des différentes régions où il a vécu. Diplômé d’une maîtrise en criminologie et d’un master en marketing opérationnel, Guy Kalou travaille d'abord dans des entreprises de cosmétique et d’agro-alimentaireavant de faire ses débuts dans le cinéma en 2005, dans « Le clash », un long métrage où il joue le rôle principal,. Il se marie en 2009 à la scénariste et écrivaine Victoire Kouadio et est père de trois enfants,. En 2013, le couple Kalou fait sortir sa première production « Et si Dieu n'existait pas », un long métrage qui rencontre un succès, notamment auprès des responsables de l'Eglise catholique en Côte d'Ivoire. Ces derniers invitent Mr. et Mme Kalou à projeter le film lors de la 7e session internationale des œuvres pontificales et missionnaires à Yamoussoukro. À la suite de cela, Guy Kalou réalise le film « Kamissa » qui a pour but de sensibiliser aux grossesses en milieu scolaire.
Guy Kalou est en dehors de ses fonctions d'acteur et producteur, le Directeur de l'école des spécialités du cinéma et de l'audiovisuel d'un établissement d'enseignement supérieur de la place,.  Il est l'initiateur du « Babiwood », un concept qui vise à donner une identité propre au cinéma ivoirien.

## Filmographie[6]
- 2005 : Le clash
- 2006 : Abidjan police district
- 2007 : Illusion perdue
- 2007 : Exil intérieur
- 2008 : Dr Boris
- 2009 : Signature
- 2009 : Hier, aujourd’hui et demain
- 2010 : Le Virus
- 2010 : Extrême obsession
- 2010 : Le mec idéal
- 2011 : Jalousie mortelle
- 2011 : La Saga
- 2011 : Série « 419 »
- 2011 : Brouteurs.com
- 2012 : Ma famille
- 2013 : Et si Dieu n’existait pas
- 2017 : Les coups de la vie
- 2021 : Le chant des fusils[7]

## Distinctions
- Festival Vue d’Afrique de Montréal 2015 : Prix du jury pour Et si Dieu n'existait pas[2]

- Charity Festival de Monaco : Prix du meilleur acteur ivoirien en 2019[4]